# ラ・オレハ・デ・バン・ゴッホ
ラ・オレハ・デ・バン・ゴッホ（La Oreja de Van Gogh - 略称：LOVG、またはLODVG）は、スペインのバスク州サン・セバスティアンで1996年に結成されたバンド。ラテン・グラミー賞受賞の経験もあり、バンドのデビュー以来のアルバム4作品は全世界で600万枚以上を売り上げているが、日本ではこれまでCDが発売されていない。

## 概要
バンド名は、自身の耳たぶを断ち切った事件で知られるオランダ出身のポスト印象派画家・フィンセント・ファン・ゴッホから取られ、"ファン・ゴッホの耳"という意味である。これまで発表された曲は、愛や友情、身近な人間関係の機敏を含んだ歌詞のテーマと、一般的なスペインのポップスにありがちな、一聴しての派手さには欠けるものの、ジャンルにとらわれずに入念に構築された詩的なメロディが特徴で、大半の曲の作詞／作曲はメンバーのパブロ・ベネガス、シャビ・サン・マルティンと、現在はソロ活動に転身したアマイア・モンテロによる。

### バンド名の日本語表記について
Goghはスペイン語読みだと語尾が子音のため、ゴッホではなく、ゴッやゴグと表記した方が実際の読みに近い。ただ、バンド名が「ゴッホの耳」の意味であることから、日本ではラ・オレハ・デ・バン・ゴッホと表記されることが多い。

## メンバー
メンバーは皆、サン・セバスティアンを中心とした出身のバスク人である。
- レイレ・マルティネス (Leire Martínez) 
本名: レイレ・マルティネス・オチョア/ Leire Martínez Ochoa, 1979年6月22日生まれ ：二代目ボーカル担当。2007年にスペインの実録オーディション番組・Factor X (イギリスの番組・Xファクターのスペイン版) に出演し一躍有名になった。Factor Xでは6週目に予選落ちとなったが、番組放送後の2008年にモンテロの後任に選ばれバンドに加入した。
- パブロ・ベネガス (Pablo Benegas) 
本名: パブロ・ベネガス・ウラバイェン / Pablo Benegas Urabayen, 1976年6月21日生まれ ：ギター担当。また作詞も数多く手がけている。父親は政治家である。
- アルバロ・フエンテス (Álvaro Fuentes) 
本名: アルバロ・フエンテス・イバルス / Álvaro Fuentes Ibarz, 1975年11月17日生まれ ：ベース担当。
- シャビ・サン・マルティン (Xabi San Martín) 
本名: シャビエル・サン・マルティン・ベルダライン / Xabier San Martín Beldarrain, 1977年5月20日生まれ ：キーボード担当。繊細さのある奔放なメロディの曲を多く作曲。
- アリッツ・ガルデ (Haritz Garde) 
本名: アリッツ・ガルデ・フェルナンデス / Haritz Garde Fernández, 1976年1月23日生まれ ：ドラム担当。

### 元メンバー
- アマイア・モンテロ (Amaia Montero) 
本名: アマイア・モンテロ・サルディアス / Amaia Montero Saldías, 1976年8月26日生まれ ：初代ボーカル担当、2007年に脱退。繊細さと可憐さ、さらに時に激しさを兼ね備えた、極めて独特な高音系の声の持ち主で、それはこれまでバンド最大の特徴となっていた。

## 経歴

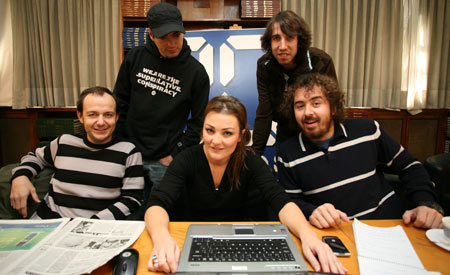
アマイア・モンテロ (前列中央) 在籍時のバンド (2006年)

- 1994年 前身バンド結成。
このバンドの経歴は、男性メンバー4人が地元の大学で結成したバンド『Los Sin Nombre （名も無き者たち）』 に端を発する。彼らは活動の中で、U2やニルヴァーナ、パール・ジャム等の曲をカバーしていた。そして、メンバーは友人とのパーティでアマイア・モンテロと出会い、その時にシネイド・オコナーの曲、『ナッシング・コンペアーズ・トゥー・ユー (邦題：愛の哀しみ) 』を歌った彼女の声に惹かれたパブロ・ベネガスは、地元のカフェでの数回の接触で、バンド加入を説得した。
- 1996年 アマイア・モンテロがバンドに加入、現名で活動開始。
この『ラ・オレハ・デ・バン・ゴッホ』のバンド名は、アマイアの提案だったと言われている。この年に地元サン・セバスティアンでのポップ・ロック音楽コンクールに初出場するも、入賞はしなかった。しかし、バンドの曲は徐々に地元ラジオ局の注目を受けていった。
- 1997年 上記の音楽コンクールに2回目の出場。今度は優勝し、メジャーデビューへの足がかりを得た。
- 1998年 ソニー・ミュージック・スペインと契約、メジャーデビュー・アルバム、『Dile al Sol （太陽に言って） 』を発売。
- 1999年 プレミオス・デ・ラ・ムシカ (スペインの権威ある音楽賞) 、最優秀新人作曲者賞、最優秀新人アーティスト賞 受賞。
- 2000年 アルバム2作目、『El viaje de Copperpot（コッパーポットの旅）』を発売。スペイン本国で120万枚以上、また全世界では200万枚以上を売り上げ、バンドにとっての世界的成功作となった[1]。
- 2001年 11月 ドイツ、フランクフルトで行われたMTVヨーロッパ・ミュージック・アワードで、"ベスト・スパニッシュ・アクト(Best Spanish Act)"賞を受賞。
- 2003年 アルバム3作目、『Lo que te conté mientras te hacías la dormida （あなたが寝たふりしてる間に話したこと）』 を発売。
- 2004年 プレミオス・デ・ラ・ムシカ、最優秀コンサート・ツアー賞 受賞。
- 2005年 7月 来日。愛知県での愛・地球博・EXPOドームでのスペシャルステージと、東京での公演を行う。
- 2006年 この年に発売のアルバム、『Guapa （美しい）』が、 ラテン・グラミー賞、最優秀グループ・ポップ・アルバム 部門賞を受賞。
- 2007年 11月 ボーカルのアマイア・モンテロがソロ活動転身のため脱退。
- 2008年 7月 レイレ・マルティネスが加入した最初のシングル曲、「El Último Vals (最後のワルツ)」』を発売。
さらに同年9月2日、『A las cinco en el Astoria （アストリアに五時に） 』と題された新アルバムが本国で発売された。

## ディスコグラフィ

### オリジナルアルバム
- 1998年 Dile al Sol （太陽に言って） - デビュー作。バンドの知名度向上のきっかけとなったヒットシングル曲「Cuéntame al oído  (耳元で聞かせて) 」等、全12曲を収録。
- 2000年 El viaje de Copperpot　（コッパーポットの旅 - 映画『グーニーズ』に登場する伝説の冒険家からの表題） - シングル曲「París (パリ)」』、「La playa (浜辺)」』等、ボーナストラックを含め全13曲を収録。
- 2003年 Lo que te conté mientras te hacías la dormida　（あなたが寝たふりしてる間に話したこと） - アマイアのベッドでの寝姿がジャケットになっている。「Rosas (バラ)」等、ボーナストラックを含め全14曲を収録。
- 2006年 Guapa/Más Guapa　（美しい/もっと美しい） - ラテン・グラミー賞受賞作。異色作「Dulce Locura (甘い狂気) 」等、ボーナストラックを含め全13曲を収録。Más Guapaは14曲を新たに追加した、CD二枚組・全27曲の再発盤。
- 2008年 A las cinco en el Astoria　（アストリアに五時に） - バンドの再始動を期して完成した、レイレ加入後初のアルバム。先行シングル曲「El Último Vals (最後のワルツ) 」の他、2004年3月11日のマドリッド列車爆破テロの犠牲者を悼んで作られた 「Jueves (木曜日)」』等、ボーナストラックを含め全13曲を収録。
- 2011年 Cometas por el cielo (空に舞う凧) - 2作目以降、作品のプロデュース面で協力してきた英国人・ナイジェル・ウォーカー (Nigel Walker) と別れ、スウェーデン人・シモン・ノードベリ (Simon Nordberg) を迎えて製作された。先行シングル曲「La niña que llora en tus fiestas (あなたのパーティで泣く女の子) 」等を含め、通常盤では11曲、iTunesとSpotify（スウェーデン発祥の音楽ストリーミングサービス）の両デジタルダウンロード仕様では12曲 (ボーナストラック収録曲が異なる) を収録。
- 2016: El Planeta Imaginario　前作から5年後にリリース。バンドがラテンアメリカ圏をツアーし、2つのライブアルバムをリリースした後の作品。 2013年のライブアルバム『プリメーラ・フィラ』をプロデュースしたウレオ・バケイロがプロデュース。リード・シングルはヴェラーノ（夏）が選ばれた。キーボードのシャビ・サンマルティンが、初めてボーカリストのレイレ・マルティネスの代わりに歌ったボーナストラック「タングアパ」が収録されている。
- 2020: Un Susurro en la Tormenta　2020年9月リリース予定。

### 編集盤（ライブ・企画アルバムなど）
- 2003年 La Oreja de Van Gogh - Gira（ツアー） 2003
- 2004年 París (Lo que te conté mientras te hacías la dormida のフランス盤)
- 2006年 LOVG 1996-2006
- 2008年 LOVG - Grandes éxitos
- 2009年 Nuestra casa a la izquierda del tiempo（時の左の私たちの家 - フェデリコ・ガルシーア・ロルカの詩の一節からの表題） - ボーカル交代後の新録ベストアルバム。過去の代表曲11曲とアカペラのバスク民謡カヴァー曲1曲を収録。主な録音はスロバキアの首都・ブラチスラヴァで行われ、楽曲はクラシック調にアレンジされている。
- 2010年 Un viaje al Mar Muerto （死海への旅）ドキュメンタリー
- 2013年 Primera fila メキシコシティで撮影のライブCD・DVD。ナタリア・ラフォルカデや、アベル・ピントスや、サモとのコラボ。